# Рукшанское
Рукша́нское (Рукшенское; бел. Рукша́нскае) — озеро в Ушачском районе Витебской области Белоруссии. Относится к бассейну реки Дива.

## Описание
Озеро Рукшанское расположено в 25 км к северо-востоку от городского посёлка Ушачи, возле агрогородка Глыбочка.
Площадь поверхности озера составляет 0,44 км², длина — 1,1 км, наибольшая ширина — 0,68 км. Длина береговой линии — 4,06 км. Наибольшая глубина — 15,2 м, средняя — 5,6 м. Объём воды в озере — 2,35 млн м³. Площадь водосбора — 3 км².
Котловина эворзионного типа, вытянутая с северо-запада на юго-восток. Склоны котловины пологие, суглинистые и супесчаные, распаханные. Высота северных склонов составляет 3—4 м, южных — достигает 10 м. Береговая линия образует несколько заливов и полуостровов. Берега низкие, песчаные. Юго-восточный участок сливается со склонами котловины. В заливах на севере и юго-востоке формируются сплавины. Заболоченная пойма заросла кустарником, её ширина достигает 250 м.
Северная часть озера мелководна, максимальные глубины отмечаются в южной части. Мелководье песчаное, глубже дно покрыто глинистым илом, а в северной части — также кремнезёмистым сапропелем.
Минерализация воды составляет 180—200 мг/л, прозрачность — 2,2 м. Водоём подвержен эвтрофикации. На севере впадает ручей, вытекающий из озера Глыбочка Южная. На юге вытекает ручей, впадающий в озеро Долгое.
25 % площади озера зарастает до глубины 3 м. Надводная растительность образует полосу шириной от 2 до 20 м. В воде обитают лещ, щука, окунь, плотва, линь, карась, язь, уклейка.